# Орлёнок (парк, Воронеж)
Парк Орлёнок — парк культуры и отдыха в г. Воронеж. Парк располагается в Центральном районе города на территории, ограниченной улицами Студенческой, Феоктистова, Чайковского, Фридриха Энгельса недалеко от железнодорожного вокзала. Парк работает только в тёплое время года — с мая до первых заморозков.

## История
До революции 1917 года здесь располагался плац Михайловского кадетского корпуса. В 1918 году власти назвали это место площадью III Интернационала, и она стала главной в городе. А через год здесь появились братские могилы, которые положили начало воинскому некрополю.
В 1918-м году некрополь занимал значительную часть площади, доходил до места, где сейчас стоят колонны главного входа в парк. Первыми были похоронены защитники города, погибшие в бою с белыми войсками в Гражданской войне. А через 12 лет, в 1930 г., десятки тысяч воронежцев прощались с военными летчиками, погибших во время тренировочного полета. В Великую Отечественную здесь появилось три могилы. Среди них полковник Михаил Вайцеховский. Несмотря на воинский статус некрополя, здесь есть и гражданские захоронения — областного прокурора и секретаря обкома партии.
После того, как обустроили площадь Ленина, площадь III Интернационала решили превратить в детский парк. Замыслы были прерваны войной, и парк появился только в 1954 г.

Скульптура «Дети» в парке, которая в данное время перенесена к зданию Детской художественной школы на Никитинской улице

Своё нынешнее название Детский парк получил в 1980 г. после реконструкции. Тогда у некрополя была установлена скульптура мальчика-Орлёнка, трубящего в горн, давшего название обновлённому парку. Поблизости установили скульптурную группу «Дети с голубями», возвели сказочный цветной шумовой фонтан, павильон кафе «Дюймовочка», детскую железную дорогу, обновили аттракционы, открытую эстраду.
В старом павильоне со стороны улицы Феоктистова располагалась игротека. В 1979 году при реконструкции парка к нему пристроили зал для выставки детских рисунков.
В конце 1980-х гг. павильон передали в распоряжение студентам недавно созданного института искусств и в этих стенах они организовали свой Молодёжный театр. В нём часто показывали спектакли, демонстрировали свои дипломные работы студенты-актёры. Здесь же работала постоянная труппа со своим репертуаром. С этого театра начинали свою творческую карьеру актёры Сергей Дорогов и Фёдор Добронравов, ныне известные по передаче «6 кадров». Однако здание постепенно пришло в аварийное состояние и было покинуто театром.
После полосы запустения, когда разрушились многие парковые объекты, но зато строились недетские кафе, в 2009 году парк заново обновили.. В ходе восстановительных работ ряд аварийных объектов, в том числе и Молодёжный театр, был демонтирован. В парке отремонтировали фонтан, бездействовавший несколько десятилетий. Рядом с ним установили скульптуру поэта, широко известного стихотворением: «Воронеж — блажь, Воронеж — ворон, нож».
На ремонт парка потребовалось 10 миллионов рублей.
В 2011 г. в преддверии Дня города парк снова прошёл косметический ремонт.
Сейчас парк опять стал популярным местом отдыха детей и молодёжи. На его территории работал в 2017 году «Юркин парк».
В конце января 2019 года мэрия Воронежа на своем сайте опубликовала проект реконструкции парка — главным предусмотренным изменением стало отсутствие аттракционов и наличие большого количества арт-объектов, что отвечает современным архитектурным трендам. В парке появятся зоны фуд-корта, амфитеатр, спортивная площадка, детская и площадка для выгула собак. На всей территории парка будет работать Wi-Fi, а на крупные объекты и деревья планируют пустить декоративную подсветку. Проект реконструкции появится в работе после общественных слушаний, которые запланированы на конец февраля.
В начале июля 2019 года парк был закрыт на очередную реконструкцию. 5 июля начался демонтаж фонтана, не работавшего много лет.
В конце 2021 года парк был открыт после реконструкции. Полностью обновлена тротуарная плитка, построена смотровая площадка в виде пешеходного моста. Отреставрирована входная группа, установлено новое ограждение. Также открылся "детских городок" - комплекс игровых площадок, закрытая площадка для выгула собак. Открыт бесплатный общественный туалет. На месте старого фонтана построена новодельная копия. Установлен памятник Г. Н. Троепольскому.
В 2022 году на территории парка открылся "Центр креативных индустрий "Матрёшка", предназначенный для профориентации детей. 

## Достопримечательности парка

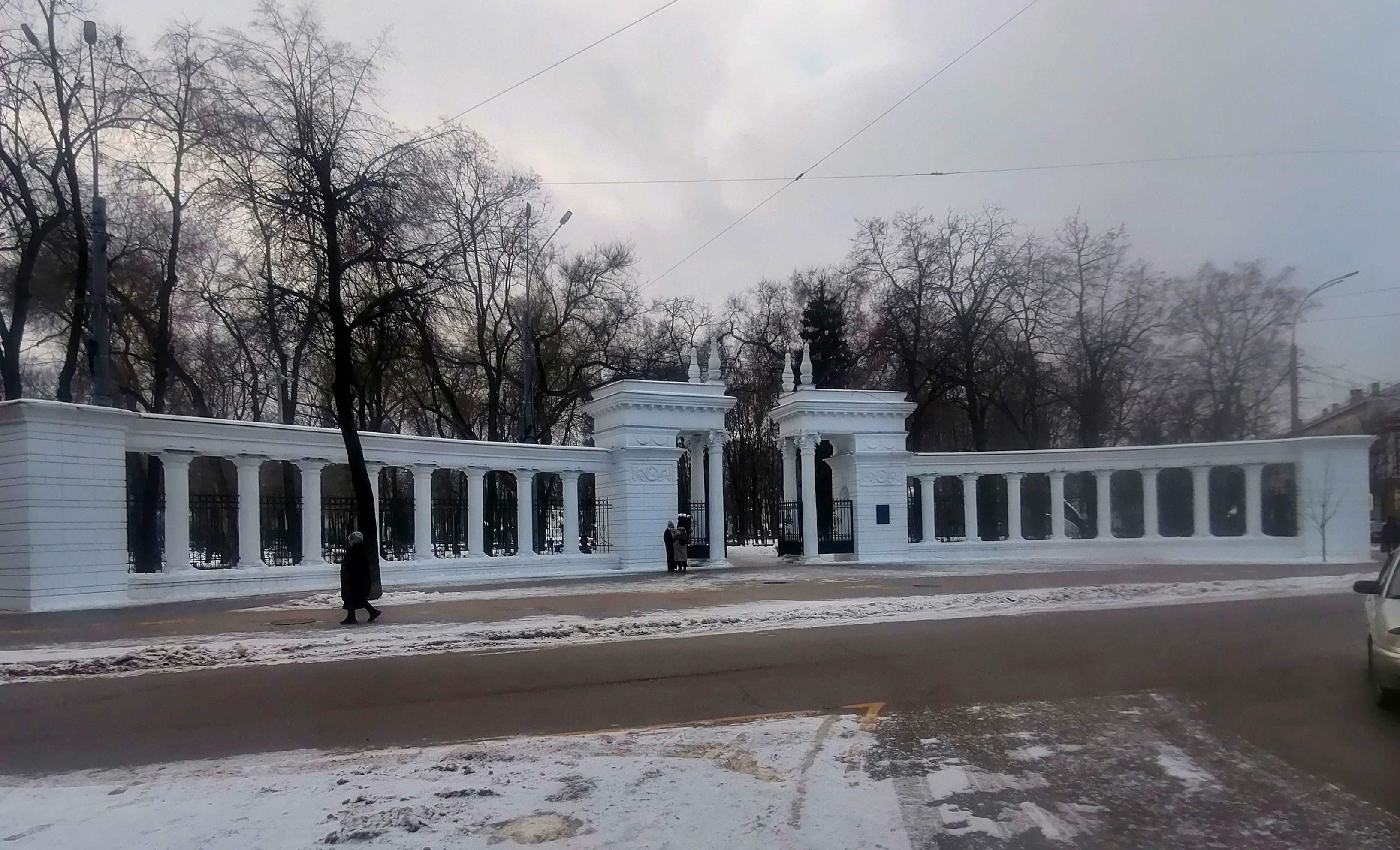
Колоннада на входе в парк

- Величественный портал с белой колоннадой и чугунной оградой и центральный фонтан — то немногое, что сохранилось со дня основания парка.
- Воинский некрополь с мемориальной стеной — тут нашли упокоение солдаты Революции, павшие в Гражданскую войну и защитники города во время Великой Отечественной войны. Отдельно рядом расположены могилы генерал-лейтенанта Пшенникова П. С., полковника Вайцеховского М. Е., генерал-майора Смирнова В. С.[7].

Памятник Орлёнку (скульпторы И. П. Дикунов и Э. Н. Пак)

- Скульптура Мальчик-Орлёнок на коне с горном.
- Памятник воронежскому писателю Троепольскому Г. Н., стоящему рядом с Бимом.
- Памятник Осипу Мандельштаму — установлен в 2008 году на выделенной из парка территории, ставшей Мандельштамовским сквером.